# Atelerix sclateri
Espèce
Statut de conservation UICN

 LC  : Préoccupation mineure
Le Hérisson de Somalie (Atelerix sclateri), appelé aussi Hérisson de Sclater, est une espèce de hérissons de la famille des Erinaceidae.

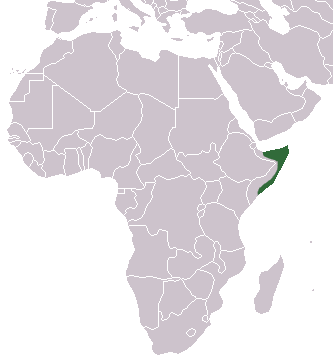
Répartition de l'espèce en Somalie, Afrique